# Mont Bégo
Der 2872 Meter hohe Mont Bégo (auch Monte Bego) in den Alpes-Maritimes (Seealpen oder Meeralpen) bei Saint Dalmas-de-Tende ist ein Berg nahe der italienischen Grenze in Frankreich. Mit etwa 35.000 Einzelbildern ist die Region, die ihn umgibt, neben dem Valcamonica in Italien die größte geschlossene Fundstätte von Felsbildern in der Südhälfte Europas.
Durch seine exponierte Lage ist er ein Aussichtsberg, von dessen Gipfel man bei klarem Wetter über das Mittelmeer auf die Berge Korsikas blicken kann. Im Winter und Frühjahr ist er ein Skitourenziel.

## Geschichte der Mont-Bégo-Region
Hauptartikel: Vallée des Merveilles
Der Mont Bégo wurde seit der Bronzezeit von Menschen bestiegen, die etwa ab 2000 v. Chr. Bilder in den Fels punzten, die heute von höchster wissenschaftlicher Bedeutung sind. Die Bilder stammen aus einer Zeit, in der die Menschen bereits seit Jahrtausenden zum Ackerbau und zur Viehhaltung übergegangen waren. Sie finden sich in einer Höhe zwischen 2300 und 2500 Metern an den Ufern des Lac Long Supérieur. Aufgrund der Witterungsverhältnisse liegen sie acht Monate im Jahr unter Schnee begraben.
Dass es sich bei der Gegend um eine Region handelt, die lange mit vielen Mythen behaftet war, zeigen Namen wie Val d’Enfer (Tal des Infernos), Cime du Diable (Gipfel des Teufels), Vallée des Merveilles (Tal der Wunder) oder la Valmasque (Tal der Zauberin bzw. Tal der Hexe, vom provenzalischen la Masca). Die Einwohner Südfrankreichs und Norditaliens, die am Mont Bégo Zeichnungen hinterlassen haben, bezeichnete Herodot als Ligurer. Ihre Inschriften fand man auch auf dem Berg. Später wurden christliche Zeichen neben den anthropomorphen Darstellungen der Bronzezeit angebracht.
Zwischen 1927 und 1942 kartierte und katalogisierte Carlo Conti von der Archäologischen Behörde des Piemont (der Berg gehörte bis 1947 zu Italien) die Felsbilder. Darüber hinaus fand er im Gias del Ciar (Schäferei der Mäuse) Keramik von der neolithischen bis zur Bronzezeit. Die Bilder, die einen eigenen Stil haben, zeigen u. a.:
- anthropomorphe Figuren – adorierend oder Symbole empor haltend, pflügend (zum Teil ithyphallisch)
- Geräte – Stabdolche (Hellebarden), Joche, Krummstäbe, Pflüge, Sicheln, Wagen
- Häuser oder Felder, netzartige Gebilde
- Symbole – Augenmotive, konzentrische Kreise, Radsymbole, Spiralen, Stiergehörne
- Tiere – Ochsen vor dem Pflug, als Einzel-, Doppel- oder Vierfach-Gespanne (in der Regel von oben dargestellt) Ziegen oder Steinböcke
- Waffen – Messer

Seit 1967 erforscht vor allem das Team von Professor Henry de Lumley, gleichzeitig wissenschaftlicher Leiter des Musée des Merveilles in Tende, die Funde.
Die Fundstätten der Felsbilder und das Tal Fontanalba (Weiße Quelle) liegen in der inneren, besonders geschützten Zone des Nationalpark Mercantour. Die Felsbilder werden von Nationalparkwächtern geschützt. Für die Öffentlichkeit sind im Vallée des Merveilles und im Fontanalba nur bestimmte Wanderrouten frei zugänglich, andere können im Rahmen von begleiteten Führungen besichtigt werden.

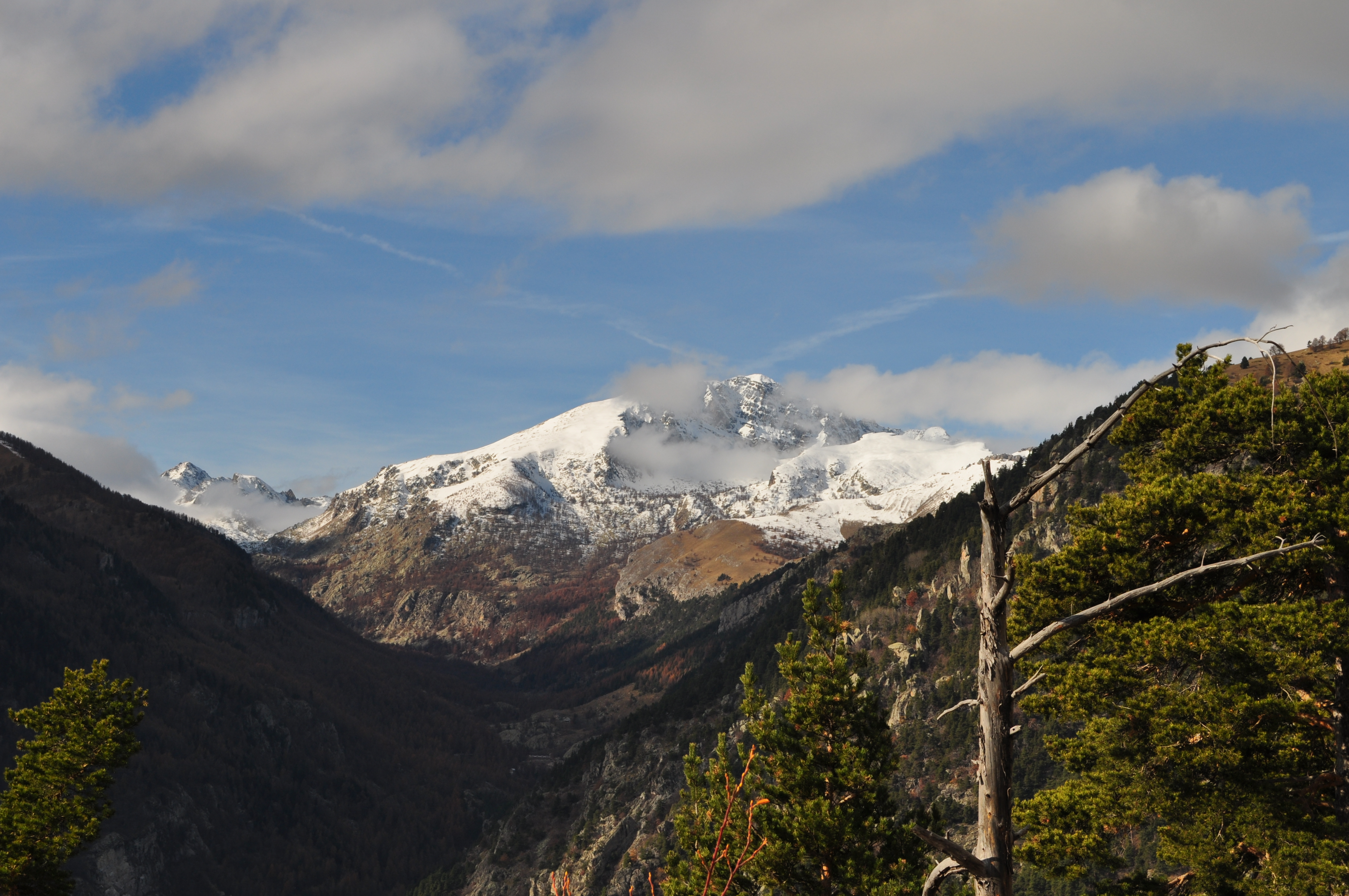
Mont Bégo